# Jiří Bederka
Jiří Bederka (* 18. února 1995, Náchod) je český obránce a bývalý mládežnický reprezentant, působící naposledy v týmu MFK Karviná, momentálně bez angažmá. Na začátku své hráčské kariéry hrával na kraji zálohy, nyní nastupuje na stoperu (ve středu obrany).

## Klubová kariéra
Svoji fotbalovou kariéru začal v přípravce Jiskry Česká Skalice, v žácích pokračoval v klubu FK Náchod a do dorostu zamířil do pražské Sparty. V roce 2014 se propracoval do seniorské kategorie. Před ročníkem 2014/15 odešel na hostování do mužstva FK Pardubice, v klubu působili mj. v té době i jiní hráči ze Sparty. V mužstvu působil rok, po kterém měli Pardubice zájem o prodloužení hostování, ale hráč se nakonec vrátil do Sparty.

### FC Hradec Králové
V létě 2015 zamířil hostovat do týmu FC Hradec Králové. Po přestupu Tomáše Koubka z Hradce do Sparty se hostování změnilo v trvalý přestup.

#### Sezona 2015/16
V dresu Hradce Králové debutoval 23. srpna 2015 v ligovém utkání 4. kola proti B-týmu SK Sigma Olomouc (výhra 4:1), když 79. minutě vystřídal Martina Noska. S mužstvem postoupil zpět do české nejvyšší soutěže, když jeho klub ve 28. kole hraném 17. 5. 2016 porazil FK Baník Sokolov 2:0 a 1. SC Znojmo, které bylo v tabulce na třetí pozici, prohrálo s FC Sellier & Bellot Vlašim. Celkem v ročníku 2015/16 odehrál pět ligových zápasů, ve kterých nastoupil až na jednu výjimku vždy jako střídající hráč.

### SK Dynamo České Budějovice (hostování)
V průběhu sezony 2016/17 konkrétně v srpnu odešel na hostování do klubu SK Dynamo České Budějovice. Celkem v dresu Dynama odehrál šest ligových střetnutí, ve kterých se střelecky neprosadil. Po půl roce se vrátil zpět do svého mateřského týmu. V lednu 2018 přestoupil do týmu Bohemians Praha 1905.

## Reprezentační kariéra
Jiří Bederka je bývalým mládežnickým reprezentantem České republiky. Nastupoval za výběr do 16, 18, 19 a 20 let.